# Cratere Asmik
Asmik  è un cratere sulla superficie di Venere.